# Diatraea crambidoides
Diatraea crambidoides is een vlinder van de familie van de grasmotten (Crambidae). De wetenschappelijke naam van deze soort is voor het eerst voorgesteld als Chilo crambidoides door Augustus Radcliffe Grote in een publicatie uit 1880.
De soort komt voor in de Verenigde Staten.